# 1950-es labdarúgó-világbajnokság (4. csoport)
Az 1950-es labdarúgó-világbajnokság 4. csoportjának egyetlen mérkőzését július 2-án játszották. A csoportban Uruguay és Bolívia szerepelt. A csoport másik két tagja Skócia és Törökország visszalépett a részvételtől. 
A csoportból Uruguay jutott tovább a döntő csoportkörbe. A egyetlen mérkőzésen összesen 8 gól esett.

## Végeredmény
| Csapat  | M | Gy | D | V | Rg | Kg | Gk | P |
| ------- | - | -- | - | - | -- | -- | -- | - |
| Uruguay | 1 | 1  | 0 | 0 | 8  | 0  | +8 | 2 |
| Bolívia | 1 | 0  | 0 | 1 | 0  | 8  | –8 | 0 |

## Mérkőzések

### Uruguay – Bolívia
| 1950. július 2. 18:00 |

| Uruguay                                                               | 8 – 0               | Bolívia |
| --------------------------------------------------------------------- | ------------------- | ------- |
| Míguez 14' 40' 51' Schiaffino 17' 53' Vidal 18' Pérez 83' Ghiggia 87' | (4 – 0) Jegyzőkönyv |         |

| Estádio Independência, Belo Horizonte Nézőszám: ~5 000 Játékvezető: George Reader (angol) Asszisztensek: Roma Ramon Azon (spanyol) Cayetano De Nicola (paraguayi) |

| Uruguay | Bolívia |

| K                    |  | Roque Máspoli            |
| HV                   |  | Juan Carlos González     |
| HV                   |  | Matías González          |
| HV                   |  | Eusebio Tejera           |
| HV                   |  | Obdulio Varela           |
| KP                   |  | Víctor Rodríguez Andrade |
| CS                   |  | Alcides Ghiggia          |
| CS                   |  | Óscar Míguez             |
| CS                   |  | Julio Pérez              |
| CS                   |  | Juan Alberto Schiaffino  |
| CS                   |  | Ernesto Vidal            |
| Szövetségi kapitány: |  |                          |
| Juan López Fontana   |  |                          |

| K                    |  | Eduardo Gutiérrez  |
| HV                   |  | Alberto Achá       |
| HV                   |  | José Bustamante    |
| HV                   |  | Antonio Greco      |
| KP                   |  | Leonardo Ferrel    |
| KP                   |  | Antonio Valencia   |
| CS                   |  | Víctor Algarañaz   |
| CS                   |  | Roberto Caparelli  |
| CS                   |  | Benigno Gutiérrez  |
| CS                   |  | Benjamin Maldonado |
| CS                   |  | Víctor Ugarte      |
| Szövetségi kapitány: |  |                    |
| Mario Pretto         |  |                    |